# Nidorella
Nidorella es un género de plantas con flores perteneciente a la familia  Asteraceae. Comprende 77 especies descritas y solo 16 aceptadas.

## Taxonomía
El género fue descrito por Alexandre Henri Gabriel de Cassini y publicado en Dictionnaire des Sciences Naturelles [Second edition] 37: 459, 469. 1825.

## Especies seleccionadas
A continuación se brinda un listado de las especies del género Nidorella aceptadas hasta junio de 2012, ordenadas alfabéticamente. Para cada una se indica el nombre binomial seguido del autor, abreviado según las convenciones y usos.
- Nidorella agria Hilliard
- Nidorella anomala Steetz
- Nidorella auriculata DC.
- Nidorella burundiensis Lisowski
- Nidorella compressa Cass. ex Steud.
- Nidorella foetida (L.) DC.
- Nidorella hottentotica DC.
- Nidorella linifolia DC.
- Nidorella microcephala Steetz
- Nidorella nordenstamii Wild
- Nidorella resedifolia DC.
- Nidorella spartioides (O.Hoffm.) Cronquist
- Nidorella tongensis Hilliard
- Nidorella umbrosa Wild
- Nidorella undulata (Thunb.) Sond. ex Harv.
- Nidorella zavattarii (Lanza) Cufod.